# Ruská měnová krize (1998)
Ruská měnová krize v roce 1998 je jedním z důležitých momentů novodobé historie Ruské federace. Za počátek je všeobecně považován 17. srpen 1998, kdy ruská vláda oznámila řadu protiopatření na zastavení této finanční krize. Mezi důsledky patřila výrazná devalvace rublu a vyhlášení restrukturalizace domácího dluhu. Také vyhlásila devadesátidenní moratorium na splátky zahraničního dluhu ruských bank a soukromých firem.

## Historie, která vedla ke krizi

### Situace ruské ekonomiky před rokem 1993
Po rozpadu Sovětského svazu Rusko, jako hlavní nástupce tohoto státu, zdědilo tehdejší centrálně plánovanou ekonomiku, systém pevných cen a nulovou nezaměstnanost. Rozpad Rady vzájemné hospodářské pomoci (RVHP) navíc zapříčinil horší odbyt ruského zboží a zároveň nedostatečný přísun některých komodit do Ruska.
Ekonomický tým nově zvoleného prezidenta Borise Jelcina tedy naplánoval rozsáhlé ekonomické reformy. Nalezeným řešením, které by pomohlo nefunkční a velmi zatížené ruské ekonomice, byl co nejrychlejší přechod na tržní ekonomiku s prostorem pro soukromé vlastnictví a podnikání. Tato strategie se také nazývá šoková terapie. Od roku 1991 tedy země provedla velké kroky směrem k tržnímu hospodářství.
Proběhla privatizace mnoha státních podniků, která byla inspirovaná kupónovou privatizací v Československu. Privatizace ovšem nevedla k efektivnějším nebo lepším podnikům. Aukce daných podniků nebyly ani zdaleka transparentní a byly nakloněny určitým investorům. Velká část těchto podniků se dostala pod správu nové společenské vrstvy bohatých oligarchů.
Obecně se dá říci, že transformace ekonomiky byla velmi náročná. HDP se začalo rychle propadat a rozdíly mezd se zvětšily. Hyperinflace, způsobená uvolněnou měnovou politikou Ruské centrální banky, vzrostla na 874 % v roce 1993. V roce 1993 také vznikl nový trh pro státní dluhopisy denominované v rublech, zvané GKO, který přinášel vládě další prostředky k financování rozpočtového schodku.

### Roky 1994 a 1995
V roce 1995 byl přijat stabilizační program s následujícími cíli:
- Srazit inflaci pod 10 procent do roku 1997.
- Snížit fiskální deficit pod 3 % do roku 1998.[1]
- Hlavní část tohoto programu tvořilo usnesení, že rubl bude fungovat podle fixního měnového kurzu cca 5 rublů za dolar, který by měl být podpořen předešlým bodem, posunem od tištění peněz k dluhovému financování deficitu a omezení úvěrů pro soukromý sektor.[1]

Výsledkem bylo:
- Snížení inflace z 197 % (1995) na 47,7 % v roce 1996 a 14 % v roce 1997.[2]

| Rok       | 1993    | 1994    | 1995    | 1996   | 1997   | 1998   | 1999   | 2000   |
| --------- | ------- | ------- | ------- | ------ | ------ | ------ | ------ | ------ |
| Inflace % | 874,245 | 307,722 | 197,414 | 47,752 | 14,761 | 27,685 | 85,746 | 20,798 |

- Ruský fiskální deficit spadl z 11 % HDP v roce 1994 na méně než 5 % HDP v roce 1995.[3]

- HDP, které bylo v záporných číslech od roku 1991 vzrostlo z -12,7 % (1994) na -4,1 % (1995) a konečně na -3,8 % v roce 1996. HDP dokonce dosáhlo kladných hodnot 1,4 % v roce 1997.[4]

| Rok   | 1993 | 1994  | 1995 | 1996 | 1997 | 1998 | 1999 | 2000 |
| ----- | ---- | ----- | ---- | ---- | ---- | ---- | ---- | ---- |
| HDP % | -8,7 | -12,7 | -4,1 | -3,8 | 1,4  | -5,3 | 6,4  | 10   |

Ekonomika byla také podporována Světovou bankou a Mezinárodním měnovým fondem, což byla ukázka zlepšujících se vztahů se západem. Navíc začala opět stoupat mezinárodní cena ropy, ruské největší exportní komodity.
| Rok                | 1993   | 1994  | 1995 | 1996  | 1997   | 1998   | 1999   | 2000 |
| ------------------ | ------ | ----- | ---- | ----- | ------ | ------ | ------ | ---- |
| Cena barelu ropy % | -27,33 | 25,34 | 10,8 | 32,58 | -31,94 | -31,69 | 112,45 | 4,69 |

Trend ruské ekonomiky vypadal slibně a začal více a více lákat zahraniční investory.

### Roky 1996 a 1997
I když se povedlo v roce 1995 srazit fiskální deficit na 5 % HDP, tak tento trend se rychle obrací na 8,4 % (1996), 7 % (1997) a 5,9 % HDP v roce 1998. Tento nečekaný vývoj znamenal, že Rusko si muselo půjčit více než bylo předpokládáno. Tento fakt navíc společně se snahou snížit inflaci zvýšil úrokové sazby a zhoršil důvěru investorů.
V srpnu roku 1996 začala ruská vláda jednat o změně splátkového kalendáře svého zahraničního dluhu. Hlavní účel byl přivést do Ruska více zahraničních investic, což se také povedlo.
V roce 1997 bylo také zahraničním investorům umožněno podílet se na lukrativních GKO-OFZ dluhopisech.
Situaci ovšem neblaze ovlivnila tehdejší Asijská finanční krize, která způsobila odchod některých investorů z Ruska. To způsobilo spekulativní útok na rubl, který Ruská centrální banka bránila. Rusko přišlo o skoro 6 miliard dolarů svých devizových rezerv. K tomuto problému se také přidala celosvětově klesající poptávka(a tedy i cena) ropy a neželezné kovy, což těžce zasáhlo státní rozpočtový schodek a vedlo k dalšímu ztenčení devizových rezerv.
Dne 23. března nastala v Rusku politická krize, ve které prezident Boris Jelcin nečekaně odvolal celou vládu. Jmenoval pak Sergeje Kirijenka jako předsedu vlády a později Borise Fjodorova jako vedoucího státní daňové služby.
V červnu Kirijenko výrazně zvýšil úrokové sazby GKO na 150 % ve snaze zastavit únik kapitálu.
Dne 13. července byl Mezinárodním měnovým fondem a Světovou bankou schválen finanční balíček 22,6 miliard dolarů na podporu reforem a stabilizaci ruského trh. O dva dny později Státní duma odmítla přijmout většinu vládního protikrizového plánu, a tak jedinou možností prosazení některých opatření byly prezidentské dekrety.
Ruská banka stále pevně držela kurz rublu vůči dolaru v dříve stanoveném rozmezí. Pokud by devalvace byla až příliš velká musela by centrální banka zasáhnout utrácením devizových rezerv.
Nepodařený postup hospodářských reforem způsobil narušení důvěry zahraničních investorů. Investoři začali prodávat rub a svá ruská aktiva a tak devalvoval rubl. Centrální banka utratila část devizové rezervy, což více narušilo důvěru investorů a situace se opakovala. Mezi 1. říjnem 1997 a 17. srpnem takto Rusko přišlo o přibližně 27 miliard USD svých devizových rezerv.

## Měnová krize 1998

### 13. srpen
Dne 13. srpna zkolabovaly ruské akciové, dluhopisové a měnové trhy. Hlavní příčinou byl velký strach investorů z možné devalvace rublu. Rusko již nebylo nadále schopné splácet svůj dluh.

### 17. srpen
Dne 17. srpna 1998 ruská vláda a Ruská centrální banka vydaly společné prohlášení, ve kterém oznámily následující body:
- Kurz rubl / dolar bude rozšířen z 5,3–7,1 RUB / USD na 6,0–9,5 RUB / USD.[6][7]
- Vláda také rozhodla trvale uzavřít svůj domácí dluhopisový trh a restrukturalizovat stávající dluhopisový dluh. Státní cenné papíry (GKO a OFZ) budou transformovány na nové cenné papíry.[6][7]
- Na splácení zahraničních závazků ruskými obchodními firmami a bankami bude uvaleno dočasné 90denní moratorium.[6][7]

Dále vláda prohlásila, že je v plánu přechod na volnější pohyb kurzu RUB / USD.

### 2. září
Ruská centrální banka se vzdává omezení, kterými udržovala směnný kurz RUB / USD. Z rublu se tak stává volně plavoucí měna. Rubl se začal prudce propadat na 26 RUB / USD a ztratil tak dvě třetiny své hodnoty. Tento fakt reflektovala rychle rostoucí cena zboží, která vyústila v inflaci 27,6 % v roce 1998 a 85,7 % v roce 1999. Zvýšené ceny potravin a základních potřeb vyvolala velké protesty a demonstrace napříč Ruskem.

### 20. listopadu
Náměstek ruského ministra financí Michail Kasjanov řekl ve svém prohlášení, že Rusko bude schopno splatit méně než 10 miliard dolarů ze svého zahraničního dluhu 17 miliard dolarů. Situace se začíná stabilizovat a deposit Ruské centrální banky se začíná zvětšovat.

## Dopady měnové krize
- Ruská ekonomika se propadla o 5,3 %.[6]
- HDP na obyvatele se propadlo na historicky nejnižší hodnotu od rozpadu Sovětského svazu.[6]
- Restrukturalizace státního dluhu, která proběhla v letech 1999 a 2000[6]
- Nadprůměrně velká inflace v roce 1998 a 1999 (27,6 % a 85, 7%)[6]
- Civilní nepokoje, stávky a demonstrace, které oslabily Jelcinův režim.
- Krach některých ruských bank, například Inkombank nebo Oneximbank.

## Znovuoživení ekonomiky
V červenci roku 1999 schválila IMF balíček 4,5 miliard[zdroj?] dolarů za účelem, aby se Rusko rychleji opět vrátilo na mezinárodní finanční trhy. Ruská ekonomika se poměrně rychle vzpamatovala a to hlavně díky velkému pádu rublu a zvýšeným mezinárodním cenám ropy. Výrazná devalvace rublu také pomohla místním podnikům
Ekonomika vzrostla o 6,4 % v roce 1999, o 10 % v roce 2000 a o 5,3% o rok později. Inflace spadla na 20,8 % v roce 2000 a 21,5 % v roce 2001. Nezaměstnanost se snížila z 13 % na 9 % do roku 2001.

## Shrnutí
Ruská ekonomika byla nucena k rychlé a drastické změně po rozpadu Sovětského svazu. Restrukturalizace ekonomiky se zpočátku zdála úspěšná i přes mnoho problémů. Víra zahraničních investorů byla na dobré úrovni. Kvůli vlivu Asijské krize a nepřipravenosti ruského prostředí na spolupráci se zahraničím se tato situace ale obrátila. Zahraniční investoři odcházeli, což vytvářelo tlak na rubl. Kurz rublu udržovala centrální banka a čerpala tak devizové rezervy, které již byly pod velkým tlakem z fiskálního schodku posledních let a politiky, která se snažila potlačit inflaci. Došlo tak k měnové krizi, která přispěla ke vzniku bankovní. Krachovaly banky, rubl se propadal. Rusko nebylo schopné splácet své dluhy, a tak vláda reagovala 17. srpna 1998 zmíněnými opatřeními a situace se postupně zlepšovala v průběhu následujícího roku.